# Muntanyes de la Costa

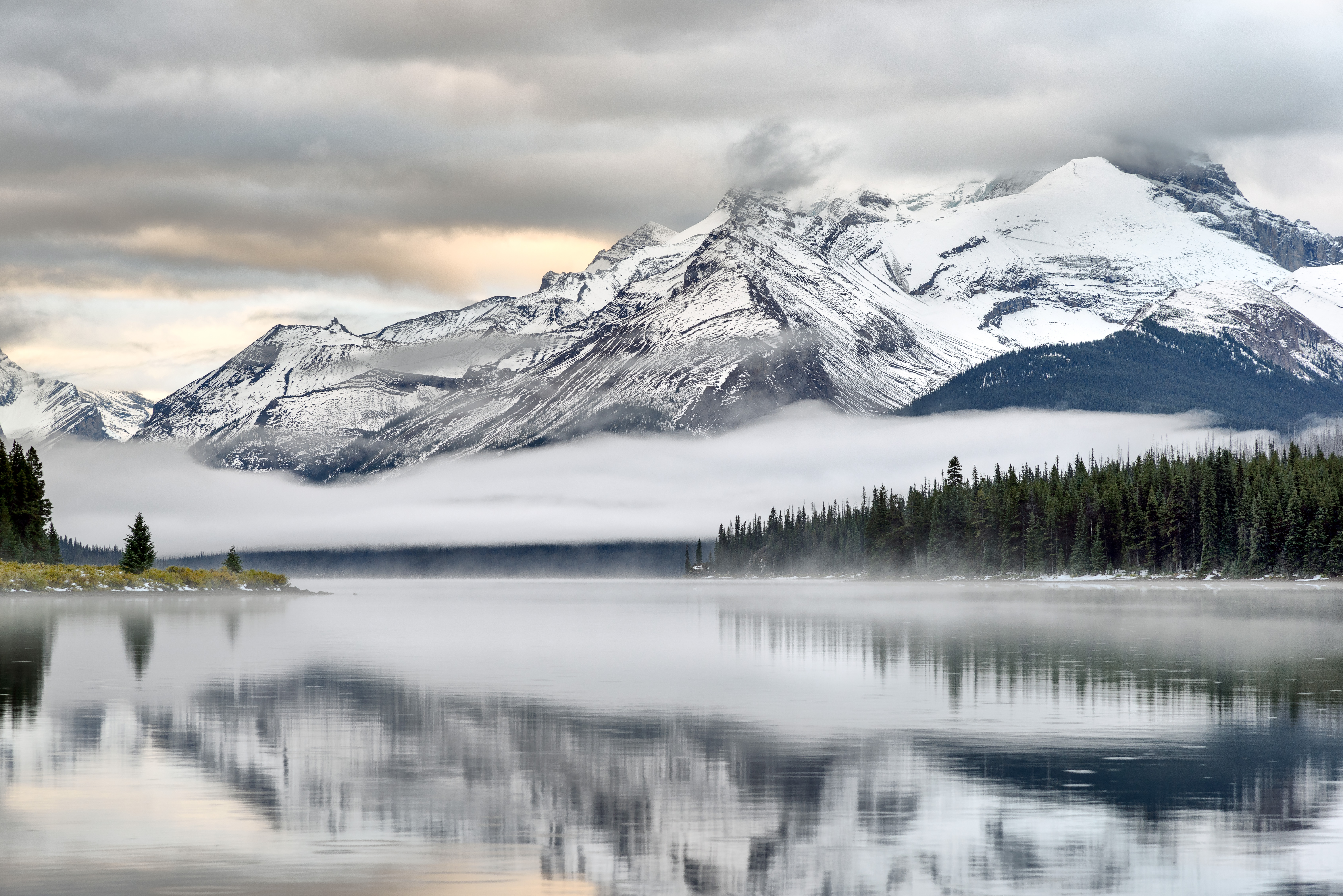
Exemple de Muntanya

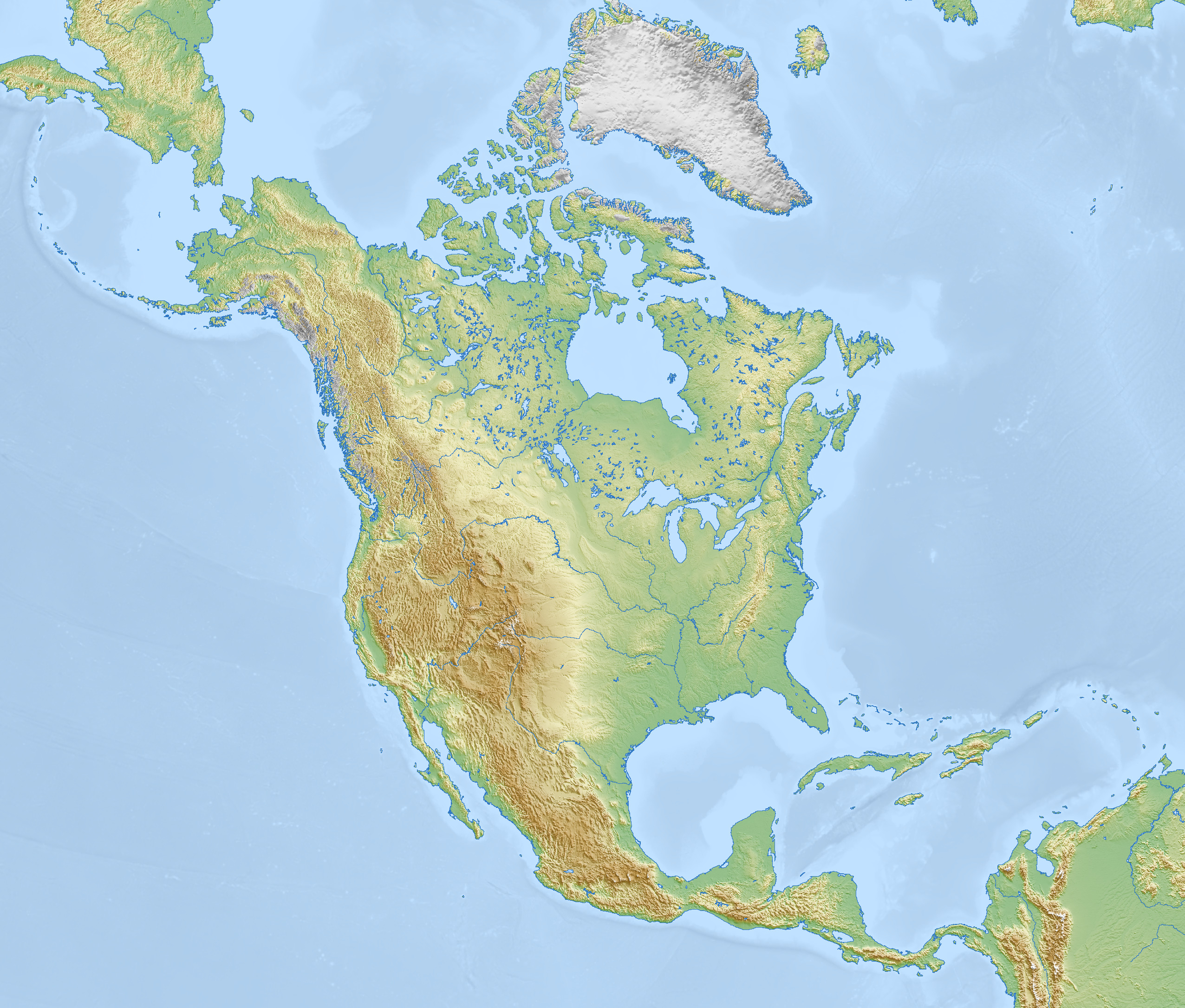
Nord-amèrica

Les Muntanyes de la Costa (en anglès: Coast Mountains i en francès: La chaîne Côtière) són una important cadena muntanyosa de la Serralada de la Costa del Pacífic de l'oest d'Amèrica de Nord, que s'estén des del sud-oest de Yukon a través del Panhandle d'Alaska i pràcticament tota la costa de la Columbia Britànica al sud fins al riu Fraser.
El nom de la serralada deriva de la seva proximitat a la costa marítima, i sovint es coneix, en anglès, com a Coast Range. Les Muntanyes de la Costa tenen una longitud aproximada de 1.600 quilòmetres i una amplada mitjana de 300 quilòmetres.
Estan incloses dins d'un sistema muntanyós més gran conegut com la Cadena costanera de el Pacífic i també són part del cinturó de Foc de el Pacífic, l'anell de volcans i muntanyes associades al voltant de l'oceà Pacífic.

## Principals cims
- Mont Waddington, 4.019 metres
- Pic Nord-oest del mont Waddington, 3.975 m
- Mont Tiedemann, 3.838 m
- Mont Combatant, 3.762 m
- Mont Asperity, 3.723 m
- Pics Serra, 3.631 m
- Mont Monarch, 3.555 m
- Mont Munday, 3.356 m
- Mont Queen Bess, 3.298 m
- Mont Good Hope, 3.242 m